# Tribunal Suprem de Kenya
El Tribunal Suprem de Kenya (en anglès: Supreme Court of Kenya) és el tribunal d'última instància de Kenya. S'estableix en virtut de l'article 163 de la Constitució de Kenya. Com a instància màxima de la nació, les seves decisions són vinculants i estableixen un precedent en tots els altres tribunals del país.

## Jurisdicció
El Tribunal Suprem té jurisdicció preferent i d'apel·lació, així com jurisdicció per a emetre opinions consultives. El Tribunal té jurisdicció preferent exclusiva per a conèixer i resoldre les controvèrsies relatives a les eleccions al càrrec de president que es plantegin en virtut de l'article 140 de la Constitució. Té jurisdicció en matèria d'apel·lacions per a conèixer i resoldre els recursos del Tribunal d'Apel·lació i de qualsevol altra cort o tribunal, segons el que s'estableix per la legislació nacional.
Les apel·lacions només poden ser una qüestió de dret quan el cas impliqui la interpretació o aplicació de la Constitució o un assumpte certificat pel Tribunal Suprem o el Tribunal d'Apel·lació com un assumpte d'importància pública general. El Tribunal Suprem pot examinar una certificació del Tribunal d'Apel·lació i afirmar-la, modificar-la o revocar-la.
El Tribunal Suprem té competència per a emetre una opinió consultiva a petició del Govern Nacional, de qualsevol òrgan estatal o de qualsevol govern de comtat respecte a qualsevol assumpte que afecti els governs de comtat. També pot determinar la validesa de la declaració de l'estat d'emergència, la pròrroga d'aquesta declaració o qualsevol legislació promulgada a conseqüència de la declaració de l'estat d'emergència.

## Objectiu del Tribunal
Aquests estan prevists en l'article 3 de la Llei del Tribunal Suprem, núm. 7, de 2011.
1. Afirmar la supremacia de la Constitució i la sobirania del poble de Kenya
2. Proporcionar una interpretació autoritzada i imparcial de la Constitució
3. Desenvolupar una jurisprudència que respecti la història i les tradicions de Kenya i faciliti el seu creixement social, econòmic i polític
4. Permetre que assumptes constitucionals i altres assumptes jurídics, especialment els relatius a la transició a la nova Constitució, es determinin tenint en compte degudament les circumstàncies, la història i les cultures del poble
5. Millorar l'accés a la justícia

## Composició
El Tribunal Suprem està integrat per set jutges: el President del Tribunal, que és el president d'aquest, el President Adjunt de Kenya, que és l'adjunt del President i vicepresident del tribunal i altres cinc jutges. Igual que tots els altres jutges dels tribunals superiors de Kenya, els jutges del Tribunal Suprem -inclòs el President del Tribunal Suprem- presten servei fins a la jubilació obligatòria als 70 anys. No obstant això, una persona no pot ocupar el càrrec de President del Tribunal Suprem durant més de 10 anys, encara que no hagi complert els 70 anys. En el cas que un President de la Cort Suprema serveixi els deu anys obligatoris com a President de la Cort Suprema abans de complir 70 anys, el President de la Cort Suprema retirat pot optar per continuar servint com a jutge associat, encara que això pugui elevar el nombre de membres de la cort per sobre dels set.
El Tribunal Suprem està degudament constituït a l'efecte de les seves actuacions quan té una composició de cinc jutges.

## Composició actual
| Position      | Nom                   | Data de nomenament | Data de baixa obligatòria | Ocupació abans del nomenament                                                            | Predecessor              |
| ------------- | --------------------- | ------------------ | ------------------------- | ---------------------------------------------------------------------------------------- | ------------------------ |
| president     | Martha Karambu Koome  | 20 maig 2021       | 12 gener 2021             | président de la Cour d'appel de Kisumu                                                   | Willy Mutunga            |
| vicepresident | Philomena Mbete Mwilu | 19 octubre 2016    |                           | jutge en el Tribunal Superior de Nairobi                                                 | Kalpana Hasmukhrai Rawal |
| jutge         | Njoki Ndung'u         | 26 agost 2011 ·    | 20 setembre 2035          | advocat                                                                                  | cap                      |
| jutge         | Smokin Wanjala        | 26 agost 2011      |                           | Subdirector de la Comissió Anticorrupció (KACC)                                          | cap                      |
| jutge         | Isaac Lenaola         | 19 octubre 2016    | 21 desembre 2037          | vicepresident de la cort de justícia d'África Oriental                                   | Philip Kiptoo Tunoi      |
| jutge         | Jackton Boma Ojwang   | 26 agost 2011      | 2020                      | jutge en el Tribunal Superior de Mombasa, Professor de Dret en la Universitat de Nairobi | cap                      |
| jutge         | Mohammed Ibrahim      | 26 agost 2011      |                           | jutge en el Tribunal Superior de Mombasa                                                 | cap                      |

## Petició per a l'elecció presidencial de 2013
La primera ronda de l'elecció presidencial va tenir lloc el 4 de març de 2013. Uhuru Kenyatta va ser declarat president electe de Kenya per la Comissió Independent d'Eleccions i Límits (IEBC). Raila Odinga va impugnar aquesta decisió davant el Tribunal Suprem a causa de diversos tecnicismes, entre ells les discrepàncies en el nombre de votants, segons va informar la IEBC, i la fallada dels equips biomètrics de registre de votants; finalment va ser desestimada el 30 de març de 2013.
Al final de la petició, el Tribunal Suprem es va negar a anul·lar les eleccions i va confirmar la victòria d'Uhuru Kenyatta.

## Petició per a l'elecció presidencial de 2017
L'elecció presidencial de 2017 va tenir lloc el 8 d'agost de 2017, amb el IEBC declarant a Uhuru Kenyatta com a guanyador. Encara que Raila Odinga i els líders de la seva coalició de la NASA van impugnar la declaració, van indicar que no presentarien una petició en la Cort Suprema donada la seva experiència en la Cort quan van presentar una petició similar després de les eleccions generals de 2013. No obstant això, la coalició va anunciar tres dies després que presentarien un cas després de la decisió del govern de clausurar dues importants organitzacions de la societat civil que s'esperava que presentessin una petició en la Cort.
La petició de Raila Odinga es basava en diversos motius, entre ells la discrepància en el recompte de vots presidencials en comparació amb el recompte d'altres eleccions (el recompte de vots presidencials va superar el recompte total de vots emesos per als governadors dels comtats de tot el país en més de mig milió), i les al·legacions que el sistema de transmissió electrònica de vots de la comissió electoral va ser piratejat i es va introduir una fórmula que va mantenir el recompte de vots d'Uhuru Kenyatta en un consistent 11% per davant d'Odinga, fins i tot quan el recompte de vots suposadament procedia de diferents parts del país en les quals els candidats gaudien d'un suport variat. Un estadístic va preparar una declaració jurada per a mostrar que aquesta bretxa era estadísticament impossible si els vots arribaven a l'atzar des de diferents parts del país. El peticionari també va al·legar que els formularis de declaració de resultats presentats per la comissió electoral s'havien falsificat per a reflectir els resultats generats per computadora que es mostraven públicament en el portal de transmissió de resultats que havia estat piratejat, la qual cosa va fer que Odinga es referís als dirigents triats com "Vifaranga vya computer", en swahili per a "cries de computadora" o dirigents generats per computadora.
Al final de l'audiència, el Tribunal Suprem va emetre una decisió majoritària el 1r de setembre de 2017 en la qual sostenia que l'elecció no s'havia dut a terme de conformitat amb la Constitució i altres lleis electorals, que hi havia hagut il·legalitats i irregularitats comeses per la comissió electoral, fins i tot en el procés de transmissió de resultats, i que aquestes il·legalitats i irregularitats afectaven la integritat de l'elecció. Per consegüent, el Tribunal va anul·lar l'elecció i va ordenar a la Comissió Electoral Independent que realitzés una nova elecció en un termini de 60 dies, de conformitat amb la Constitució i observant estrictament el compliment de la llei en la nova elecció. Dos jutges - el Jutge Prof. J. B. Ojwang' i la Jutgessa Njoki Ndung'o - van dissentir.
El Tribunal va emetre un breu veredicte l'1 de setembre de 2017, dient que no va tenir temps de preparar un judici completament raonat a causa de la quantitat de proves presentades. Un judici complet ha de ser llegit en 21 dies.